# キリスト教社会党 (オーストリア)
キリスト教社会党(キリストきょうしゃかいとう、ドイツ語: Christlichsoziale Partei、略称: CSまたはCSP)は、オーストリア・ハンガリー帝国、オーストリア第一共和国でのカトリック系の保守政党である。
プロテスタントであるプロイセンが中心となっているドイツ国家からカトリックのオーストリアを排除しようとするオーストリア・ナショナリズムにも属しており、カトリックが優勢な宗教的アイデンティティに基づいてオーストリア人を識別していた。オーストリア社会民主労働党とともに二大政党制を築いた。その後エンゲルベルト・ドルフース首相を主とするオーストロファシズム体制が構築され、体制の移行のために解散した。現代のオーストリア国民党の前身でもある。

## 党史
キリスト教社会党の創設日ははっきりとしていない。一方では、1891年の帝国議会選挙でキリスト教社会協会が誕生したと見られていたり、他方では、1893年のいくつかの団体が統合されたと見られている。
しかしカール・ルエーガーの下で創設されたのは確かである。カトリック系の政党であるため反ユダヤ主義を掲げていた。対象は小ブルジョワとカトリック聖職者であり、保守的な農村部やハプスブルク家を中心とした貴族からも支持されていた。
1907年、キリスト教社会党は選挙とカトリック人民党との合併により帝国議会の下院の第一党となった。しかし、1911年には社会民主労働党にその地位を奪われた。
サラエボ事件により第一次世界大戦が勃発すると、キリスト教社会党はオーストリア政府とハプスブルク家を支持した。しかし中央同盟国側が劣勢に立たされると党は君主制を支持する派閥と共和制を支持する派閥に分裂した。1918年党は共和制を支持する事を決定したが、君主主義者のアロイス・フォン・リヒテンシュタインは党首を辞任した。後任はヨハン・ナポムク・ハウザーとなった。
オーストリア革命後の選挙で、キリスト教社会党は社会民主労働党に継いで第二党となり、カール・レンナー首相の下で社会民主労働党、大ドイツ人民党とともに連立政権を築いた。
1932年、農民同盟と護国団との連立でキリスト教社会党党員のエンゲルベルト・ドルフースが首相に就任した。しかし、ドルフースは民主主義的な政治よりもイタリアのベニート・ムッソリーニを模範としたオーストロファシズム体制を構築しようとした。1933年、ドルフースは議会を停止させ、戒厳令を敷き祖国戦線を設立した。その後2月内乱がおこり社会民主労働党は解散させられた。その後、キリスト教社会党も解散した。
その後、ナチス・ドイツによるアンシュルスを経て第二次世界大戦後に後継のオーストリア国民党が結党された。

## 党首
- 1893年 - 1910年 カール・ルエーガー
- 1910年 - 1918年 アロイス・フォン・リヒテンシュタイン
- 1918年 - 1920年 ヨハン・ナポムク・ハウザー（ドイツ語版）
- 1920年 - 1921年 レオポルド・クンシャク（ドイツ語版）
- 1921年 - 1930年 イグナーツ・ザイペル
- 1930年 - 1934年 カール・ヴォーゴワン（ドイツ語版）
- - 1934年 エメリッヒ・チェルマック（ドイツ語版）

## 著名な党員
- イグナーツ・ザイペル
- エンゲルベルト・ドルフース
- クルト・シュシュニック
- ヴィルヘルム・ミクラス